# Arthur Honegger
Arthur Honegger (Le Havre, 10 de març de 1892 - París, 27 de novembre de 1955) fou un compositor franco-suís.
Compositor suís actiu a França on va formar part del Grup dels Sis, dels quals, Honegger va ser el simfonista per excel·lència. Autor de cinc simfonies, música orquestral i de cambra, així com dels oratoris Le Roi David (1921) o Jeanne d'Arc au bûcher (1938). Tot i haver nascut a França i passar part de la seva vida a París va conservar sempre la nacionalitat suïssa.
Arthur Honegger no era ni francès ni germànic, però la seva música prové gairebé igualment de les tradicions musicals de tots dos països. El seu llegat compositiu inclou nou obres dramàtiques importants, cinc simfonies i una contribució significativa als repertoris de música de cambra, així com una gran quantitat de partitures per a ballet i cinema.

## Biografia

### Infantesa
Arthur Honegger va néixer el 10 de març de 1892 a Le Havre, fill d'una família suïssa del cantó de Zúric, els Honegger, originària del poble de Wald. El seu pare, Arthur, s’havia traslladat a França per motius comercials i hi fundà un negoci pròsper d'importació de cafè, que fracassà després de la Primera Guerra Mundial. La seva mare es deia Julie Ulrich (1859-1922). La família parlava suís-alemany a casa i mantenia un ambient burgès i protestant.
Arthur tenia tres germans: Marguerite-Julie ("Toto"), Caspar-Emile ("Zigo") i Julie-Rosa ("Tati"). Ell mateix era conegut familiarment com a "Turly". Passà gairebé tota la infantesa a Le Havre, excepte dos anys d’estudis a Zúric (1909–1911), i des de petit combinà la influència cultural suïssa amb la francesa. Aquesta doble (o triple) identitat cultural marcaria profundament la seva obra com a compositor.
Arthur Honegger va créixer en una família amb gran amor per la música: el pare preferia l’òpera i la mare, la música de cambra. Ja de petit mostrà interès per compondre, i a onze anys va escriure la seva primera òpera, Philippa. Era un nen actiu i esportiu, apassionat pel mar i per jocs violents. Amb l’ajuda de la mare, aprengué teoria musical, i va desenvolupar una passió per la música de cambra després d’escoltar grans intèrprets a Le Havre. Va estudiar violí i, més endavant, harmonia i contrapunt. El seu pensament musical es va formar com a violinista, amb una preferència pel contrapunt més que per l’harmonia. A l'entorn familiar de Le Havre, va estudiar les sonates per a piano de Beethoven amb la seva mare, va rebre lliçons d'harmonia de l'organista Robert-Charles Martin i va escoltar diverses cantates de Bach a l'església protestant local.
També va mostrar interès pel contrapunt i va escriure sis sonates per a violí i piano, marcades per una gran ambició creativa malgrat la seva immaduresa. A més, era apassionat pel mar i pels vaixells, que influïren la seva imaginació. La seva família, veient el seu talent, començà a considerar seriosament la seva formació musical, tot i que encara no com a professió.

### Zúric
A disset anys, Honegger va anar a estudiar al Conservatori de Zúric gràcies al suport del seu oncle i de Robert-Charles Martin. Allà va descobrir la música alemanya i va rebre classes privades del reconegut Friedrich Hegar, amic personal de Brahms, que el va influir molt en la composició.
El 1909 es traslladà a Zúric on va passar dos anys al Conservatori sota la supervisió de Friedrich Hegar, que havia sigut amic personal de Brahms. Allà va descobrir la música de Strauss, Wagner i Reger. Reger, que era pràcticament desconegut a França en aquell moment, va resultar la influència més important.
Tot i que va estudiar violí i harmonia, no es conserva gaire documentació d’aquesta etapa. El seu pare volia que entrés al negoci familiar, però Honegger preferia dedicar-se completament a la música. Amb el suport de Hegar, el pare va acceptar enviar-lo al Conservatori de París, i Honegger es va comprometre a demostrar que aquell esforç familiar havia valgut la pena.

### París
Quan Honegger arribà a París l’any 1911, amb tan sols dinou anys, es trobà de ple en un ambient artístic i musical efervescent. La capital francesa bullia d’innovació: els Ballets Russos de Diàguilev captivaven el públic, i les propostes de Debussy, Ravel, Dukas, Roussel i Fauré contribuïen a definir el so d’una època. A punt d’esclatar-hi La consagració de la primavera de Stravinski, París era un laboratori creatiu. Mentrestant, a l’exterior, figures com Sibelius, Skriabin i Schönberg encetaven revolucions musicals paral·leles a les que el cubisme i l’abstracció protagonitzaven en el món de la pintura. A aquest ambient s'hi afegia una creixent tensió política a Europa que s'albirava com a prebèl·lica.
A partir del seu trasllat a París, el destí d’Arthur Honegger va estar marcat per dues influències: la cultura francesa, que impregnaria la seva carrera, i les seves arrels suïsses, que mai no va abandonar. Tot i viure a París i tenir-hi les seves connexions artístiques, va conservar sempre la nacionalitat suïssa i no va voler adoptar la francesa.
Al Conservatori de París, Honegger va estudiar violí amb Lucien Capet i contrapunt amb André Gedalge, un reconegut pedagog. Durant aquest període va establir contacte amb diversos companys de generació, entre els quals destacaren Charles Münch, Jacques Ibert i Darius Milhaud. Aquest darrer va exercir una influència notable en Honegger, tant per la seva precoç maduresa artística com per la seva remarcable capacitat productiva.
Amb la trobada entre Honegger i Milhaud es va formar el nucli del que seria Les Six. Segons Honegger, en aquella època Milhaud: «Treballava, actuava i parlava amb una seguretat, una inventiva i una audàcia que deixaven bocabadat el nen tímid de províncies que jo era aleshores! Em presentava a tothom, em va fer descobrir compositors que ni sabia que existien —Magnard, Séverac— i, sobretot, m’estimava molt. I jo, és clar, li tornava l’afecte!». Milhaud, al seu torn, recordava així la primera trobada amb Honegger: «L’any 1911, se’m va permetre assistir a la classe de contrapunt d’André Gédalge. L’atenció de tots els alumnes es dirigí cap a un jove molt atractiu, vestit amb una jaqueta de vellut negre i un estoig de violí sota el braç... Era Arthur Honegger, a qui també anomenàvem 'el petit suís'. La seva bondat universal ens el feu entranyable a tots, i els seus exercicis de contrapunt, com també les seves primeres composicions, el feien destacar. Ens férem amics de seguida, i aquesta amistat durà tota la vida».
Honegger i Milhaud van conèixer Germaine Tailleferre, que estudiava contrapunt amb Georges Caussade i composició amb Charles-Marie Widor. Amb aquesta trobada, ja eren tres els futurs membres del grup conegut com Les Six. En aquell mateix període, Germaine Tailleferre coneixia Georges Auric, i els futurs Les Six s'naven formant.
En aquell mateix període, Honegger va establir relació amb George Enescu. Tot i la diferència generacional —Enescu era onze anys més gran—, entre tots dos s’hi va desenvolupar una amistat sostinguda per una admiració recíproca, que va perdurar fins a la mort de l’un i de l’altre, ocorregudes amb pocs mesos de distància.
El 1914, amb l’esclat de la guerra, Honegger va tornar a Zúric, però no va deixar de compondre. Va acabar el primer moviment d’un trio i va començar els Quatre poemes per a veu i piano. El 1915 torna a París, però és cridat a fer el servei militar suís. Continua els estudis i escriu als seus pares una carta important on reafirma la seva vocació com a compositor. Hi explica que prefereix quedar-se a París per acabar els estudis i que accepta la incertesa i dificultats de la vida musical, confiant en el seu talent i dedicació.
Quan va tornar de Zúric va començar a estudiar amb Charles-Marie Widor i Vincent d'Indy. Honegger va treure un gran profit de la classe d'instrumentació pràctica de Vincent d'Indy, on podia escoltar les seves obres tocades i corregir-les en temps real.
Entre la Primera Guerra Mundial i la Segona Guerra Mundial, Honegger va ser un compositor prolífic. Va compondre la música per a la pel·lícula èpica Napoléon d'Abel Gance (1927). Una de les seves òperes, Jeanne d'Arc au bûcher (1938), és considerada com el seu treball més refinat. A més de les òperes que va escriure en solitari, va col·laborar amb Jacques Ibert en la composició de l'òpera L'Aiglon (1937) així com en la composició de l'opereta La famille Cardinal. Durant aquest període va escriure també Danse de la Chèvre (1921), una peça per a sol de flauta; dedicada a René Le Roy, una peça vivaç i juvenil.
A París, a principis de la dècada de 1930, va freqüentar el saló de la compositora holandesa Rosy Wertheim, on va conèixer els compositors Elsa Barraine, Jacques Ibert, Olivier Messiaen i Darius Milhaud, entre d'altres. El 1926 va ser jurat als Dies Mundials de la Música de la Societat Internacional de Música Contemporània (ISCM World Music Days) a Zuric. Honegger va estar sempre en contacte amb Suïssa, però amb l'esclat de la guerra i la invasió nazi, es va trobar atrapat a París. Es va unir a la Resistència francesa encara que mai va tenir excessius problemes amb els nazis, que van permetre-li continuar treballant sense massa interferències. No obstant això, la guerra va ser un dur colp per al compositor. Tot i això, des de l'esclat de la guerra fins al moment de la seua mort va escriure les últimes quatre simfonies (de la segona a la cinquena), que són les més interpretades. La Segona Simfonia és una obra confessional amb un tarannà melancòlic i opressiu. El moviment final, amb un magnífic final coral, dissol aquest estat d'ànim i construeix ponts: a l'esperança de pau i al gran model Bach.
Des de 1946 va ser membre de l'Académie Royale des Sciences, des Lettres et des Beaux-Arts de Belgique (Classe de Belles-Arts). Es va convertir en membre honorari de la Societat Internacional per la Música Contemporània (ISCM) el 1950. El 1952 va ser admès a l'Acadèmia de Belles Arts de l'Institut de França com a membre extern. El 1955, l'any de la seva mort, va ser elegit membre honorari de l'Acadèmia Americana de les Arts i les Lletres.
Arthur Honegger va morir en sa casa, víctima d'un atac al cor, el novembre de 1955 i va ser soterrat en el Cementeri Saint-Vicent del barri parisenc de Montmartre.
Encara que va ser un membre del grup dels Sis, els seus treballs no comparteixen la simplicitat dels d'altres membres del grup. Lluny de reaccionar contra el Romanticisme de Richard Wagner i Richard Strauss, com els col·legues dels Sis, els treballs de maduresa de Honegger demostren una clara influència d'aquests autors. A pesar de la diferència d'estils, el seu company en Els Sis Darius Milhaud va ser un dels seus millors amics. Milhaud va dedicar un dels seus quintets de corda a la memòria de Honegger. Francis Poulenc, membre també dels Sis, dedicà la seva última obra Sonata per a clarinet i piano a Arthur Honegger, composta un any abans de la seva mort el 1963.
La seua obra més interpretada és la composició per a orquestra Pacific 231, que imita el so d'una locomotora de vapor. Des d'infant, Honegger va ser un entusiasta dels trens i una vegada va declarar: "Sempre he estimat les locomotores d'una manera passional. Per a mi, són éssers vius que estimo, igual que altres estimen les dones o els cavalls".

## Obres principals

### Música orquestral

#### Simfonies
1930: Simfonia núm. 1
1941: Simfonia núm. 2, per orquestra de corda i trompeta ad libitum
1946: Simfonia núm. 3, Litúrgica
1946: Simfonia núm. 4, Deliciae basiliensis
1950: Simfonia núm. 5, Di tre re

#### Moviments simfònics
1923: Moviment Simfònic núm. 1, Pacific 231
1928: Moviment Simfònic núm. 2, Rugby
1933: Moviment Simfònic núm. 3

#### Concerts
1924: Concertino per a piano i orquestra
1929: Concerto da camera, per a flauta, corn anglès i orquestra de corda
1948: Concert per a violoncel

#### Altres
1917: Preludi per a Aglavaine i Sélysette
1917: Le Chant de Nigamon
1920 : Pastorale d'été
1921: Horace victorieux, Simfonia mim inspirada en la llegenda del combat dels Horacis i Curiacis
1923: Prélude pour La Tempête, per a l'obra homònima de Shakespeare
1923: Chant de joie
1936: Nocturne
1938: Allegretto
1942: Le Grand Barrage
1951: Monopartita
1951: Suite archaïque
1951: Toccata sur un thème de Campra
????: Chevauchée
????: Pathétique
????: Sérénade à Angélique

### Música de cambra

#### Quartets de corda
1917: Quartet de corda núm. 1 en Do mineur
1935: Quartet de corda núm. 2 en Re
1937: Quartet de corda núm. 3 en Mi

#### Sonatesisonatines
1912: Sonata per a violí i piano en re menor (número 0)
1918: Primera Sonata per a violí i piano en Do sostingut menor
1919: Deuxième Sonata per a violí i piano en Si
1920: Sonata per a violoncel i piano en re menor
1920: Sonatina per a dos violins en sol major
1920: Sonata per a viola i piano
1922: Sonatina per a clarinet i piano en La
1932: Sonatina per a violí i violoncel en mi menor
1940: Sonata per a violí sol en re menor (estrenada a la sala Gaveau el 16 de novembre de 1948 per Christian Ferras).

#### Lieder
1920: Trois Fragments extrets de Pâques à New-York, de Blaise Sandrar, per a quartet de corda i soprano
1926: Trois Chansons de La Petite Sirène

#### Altres
1914: Trio en fa menor per a violí, violoncel i piano
1920: Hymne, per a conjunt de deu instruments de corda
1921: Danse de la chèvre
1934: Petite Suite per a 2 instruments i piano
1941: L'Ombre de la Ravine per a quartet de corda, flauta i arpa
1953: Romança per a flauta i piano en sol menor
La Esmeralda
La Mort de sainte Alméenne
Philippa
Sigismond

### Música per apiano
1916: Toccata et variations
1919: Trois Pièces pour piano (Prélude, Hommage à Maurice Ravel, Danse)
1920: Sarabande
1920: Sept Pièces brèves
1923: Le Cahier romand
1925: La Neige sur Rome de L'Impératrice aux Rochers
1928: Hommage à Albert Roussel
1929: Suited'après Les Trois Contrepoints
1932: Prélude, arioso, fuguette sur le nom de Bach
1937: Scenic Railway
1941: Petits Airs sur une basse célèbre
1944: Deux Esquisses
????: Petite Pièce en sol

### Ballets
1918: Le Dit des jeux du monde
1921: Horace victorieux, Simfonia mim
1922: Fantasio
1922: Skating Rink, Simfonia coreogràfica
1925: Sous-marine
1928: Orquestració de la Suite de Les Noces d'Amour et de Psyché de Johann Sebastian Bach
1928: Roses de métal
1929: Amphion, llibret de Paul Valéry
1934: Sémiramis, llibret de Paul Valéry
1937: Le Cantique des cantiques
1943: L'Appel de la montagne
La Naissance des couleurs
Le Mangeur de rêves
Chota Roustaveli
De la musique
Icare
Un Oiseau blanc s'est envolé
Vérité ? Mensonge ?
Sortilèges

### Òperes
1925: Judith, llibret de René Morax
1926: Antigone, de Jean Cocteau basada en Sòfocles
1937: L'Aiglon (en col·laboració amb Jacques Ibert)

### Operetes
1930: Les Aventures du roi Pausole
Les petites cardinales

### Oratoris
1921 : Le Roi David, llibret de René Morax, versió parisenca per a orquestra en 1923
1927 : Judith, llibret de René Morax
1931 : Cris du monde, llibret de René Bizet
1935 : Jeanne d'Arc au bûcher, llibret de Paul Claudel, versió amb el pròleg el 1941
1938 : La Danse des morts, llibret de Paul Claudel
1939 : Nicolas de Flue

### Música incidental
1921 : La Noce massacrée
1925 : L'Impératrice aux rochers
1926 : Phaedre
1929 : La Tempête, de William Shakespeare
1943 : Le Soulier de satin, llibret de Paul Claudel
1944 : Charles le téméraire
14 Juillet
800 mètres
Hamlet
L'Ombre de la ravine
L'État de siège, d'Albert Camus
La Belle de Moudon
La Construction d'une cité
La Danse macabre
La Ligne d'horizon
La Mandragore
Les Suppliantes
Liberté
On ne badine pas avec l'amour
Pour le cantique de Salomon
Prométhée
Saül
Sodome et Gomorrhe

### Peces radiofòniques
1940 : Christophe Colomb
1944 : Battements du monde
1949 : Saint François d'assise
1951 : La Rédemption de François Villon

### Música cinematogràfica
1922 : La Roue d'Abel Gance
1927 : Napoléon d'Abel Gance
1934 : L'idée, film d'animació
1936 : Mayerling
1942 : Le Journal tombe à cinq heures de Lacombe
1942 : Secrets de Blanchart
1943 : Le Capitaine Fracasse d'Abel Gance
1943 : Mermoz de Cuny
1943 : Un Seul Amour de Blanchart
1945 : Un Ami viendra ce soir de Bernard
1946 : Les Démons de l'aube d'Allégret
1946 : Un Revenant de Christian-Jacques, en la que Honegger interpreta un petit paper de compositor
1950 : Bourdelle de Lucot
1951 : Paul Claudel de Gillet
Cavalcade d'amour de Bernard
Huit Hommes dans un château de Pottier
La Boxe en France de Gasnier-Raymond
La Nativité de Marty
La Tour de Babel de Rony
Le Déserteur de Moguy
Les Antiquités de l'Asie occidentale de Membrin

### Obres diverses
Les Mille et une nuits, càntic per a soprano, tenor i quatre Ones Martenot
nombroses cançons i poemes